# Torsten Frings
Torsten Klaus Frings (Würselen, 22 novembre 1976) è un allenatore di calcio ed ex calciatore tedesco, di ruolo centrocampista.
Mediano o interno di centrocampo, totalizza 661 presenze e 84 gol da professionista, 79 gettoni con la Germania, giocando due Europei (quello del 2008 perso in finale contro la Spagna), due Mondiali (tra cui quello del 2002 perso in finale contro il Brasile) e una Confederations Cup.

## Carriera

### Club

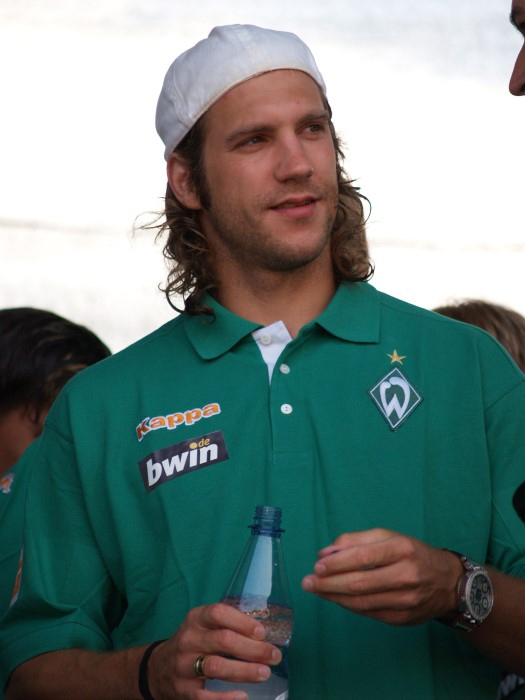
Torsten Frings durante la seconda parentesi al Werder brema nel 2007.

Debutta con la maglia dell'Alemannia Aachen, squadra di terza serie, prima di andare al Werder Brema nella stagione 1996-97. Con i verdi riesce a vincere la Coppa Intertoto 1998 e la Coppa di Germania 1998-1999 ai danni del Bayern Monaco. Pochi mesi dopo, perde la finale di Coppa di Lega tedesca proprio contro il Bayern. A fine stagione, per il secondo anno consecutivo, disputa la finale di Coppa di Germania ancora una contro il Bayern Monaco, ma in quest'occasione il Werder viene sconfitto con un netto 3-0 dalla squadra allenata da Ottmar Hitzfeld. Nel 2002 firma un contratto quadriennale con il Borussia Dortmund con un ingaggio dichiarato di 10 milioni di euro e nella prima stagione disputa anche 12 partite di Coppa UEFA, segnando in entrambe le sfide contro la Lokomotiv Mosca.
La sua stagione 2003-04 comincia solo il 30 gennaio contro lo Schalke 04, prima partita dopo l'infortunio al ginocchio patito contro il Bochum a luglio. Nella parte finale del campionato prende il posto di Tomáš Rosický come regista e segna 4 gol in 16 partite, prima di firmare un contratto triennale con il Bayern Monaco. Con la maglia dei bavaresi vince la finale di Coppa di Lega proprio contro la sua ex squadra, il Werder. Nonostante a Monaco di Baviera vinca campionato e Coppa di Germania, condite da 29 presenze in Bundesliga e 10 in Champions League, non ama giocare nella squadra di Felix Magath, che lo impiega fuori ruolo.
Nel giugno del 2005 ritorna quindi al Werder Brema, firmando un contratto triennale. In questa stagione il Werder Brema termina secondo in Bundesliga alle spalle dei rivali del Bayern Monaco, dopo una lunga lotta per il primato conclusasi nelle ultime giornate di campionato. In UEFA Champions League l'avventura del Werder termina agli ottavi. La stagione successiva con il Werder vince la finale di Coppa di Lega ai danni del Bayern Monaco. Inoltre, in questa stagione con il Werder si laurea campione d'inverno, salvo poi concludere il campionato "solamente" al terzo posto. L'avventura in UEFA Champions League termina alla fase a gironi con un terzo posto, permettendo al Werder Brema di essere ripescato in Coppa UEFA, dove la squadra termina la sua avventura in semifinale. La stagione successiva conclude il campionato con un secondo posto. Per il secondo anno consecutivo l'avventura in UEFA Champions League termina con un terzo posto, concludendo poi l'avventura in Coppa UEFA agli ottavi. La stagione 2008-2009 termina con un clamoroso decimo posto, peggior risultato del Werder durante la gestione di Thomas Schaaf. L'avventura in UEFA Champions League si conclude, nuovamente, con un terzo posto nella fase a gironi. Tuttavia il Werder Brema arriva in finale della Coppa UEFA 2008-2009, eliminando sul suo cammino Milan, Saint-Étienne, Udinese e i connazionali dell'Amburgo: la squadra biancoverde viene sconfitta solo in finale dagli ucraini dello Shakhtar Donetsk. Il Werder si rifà vincendo la Coppa di Germania contro il Bayer Leverkusen. L'anno dopo invece il Werder arriva terzo in campionato e perde la finale di Coppa di Germania. Nell'andata dei play-off per la Champions League 2010-2011, Frings segna su rigore il secondo gol alla Sampdoria, rete che si rivelerà importante per il passaggio alla fase a gironi.
Il 18 maggio 2011 annuncia il suo ritiro dal calcio giocato, ma due mesi dopo cambia idea firmando per il Toronto FC. Il 26 febbraio 2013 in conferenza stampa annuncia di aver terminato definitivamente la propria carriera da giocatore.

### Nazionale
Debutta in nazionale il 27 febbraio 2001 contro la Francia. Con la maglia della nazionale tedesca ha disputato i Mondiali del 2002 e del 2006, gli Europei del 2004 e quelli del 2008 in Svizzera e Austria.

### Allenatore
Dal 2013 diventa vice allenatore del Werder Brema II, la seconda squadra del Werder Brema, e nel 2014 segue il suo capo allenatore Viktor Skrypnyk promosso in prima squadra, facendogli sempre da vice, fino al settembre 2016, quando viene esonerato l'intero staff.
Il 27 dicembre 2016 viene annunciato come nuovo capo allenatore del Darmstadt, squadra che stava occupando l'ultimo posto in classifica in Bundesliga. Il club ha chiuso la stagione con lo stesso piazzamento, retrocedendo in 2. Bundesliga. Frings è stato confermato in panchina nonostante la retrocessione, ma nel dicembre 2017 è stato esonerato dopo una serie di 11 partite senza vittorie. Il 14 luglio 2020 viene nominato come nuovo allenatore dell'SV Meppen ma viene esonerato il 14 aprile 2021 lasciando la squadra in zona retrocessione.

## Statistiche

### Presenze e reti nei club
Statistiche aggiornate al 23 agosto 2012.
| Stagione                    | Squadra                     | Campionato                  | Campionato | Campionato | Coppe nazionali | Coppe nazionali | Coppe nazionali | Coppe continentali | Coppe continentali | Coppe continentali | Altre coppe | Altre coppe | Altre coppe | Totale | Totale |
| Stagione                    | Squadra                     | Comp                        | Pres       | Reti       | Comp            | Pres            | Reti            | Comp               | Pres               | Reti               | Comp        | Pres        | Reti        | Pres   | Reti   |
| --------------------------- | --------------------------- | --------------------------- | ---------- | ---------- | --------------- | --------------- | --------------- | ------------------ | ------------------ | ------------------ | ----------- | ----------- | ----------- | ------ | ------ |
| 1994-1995                   | Alemannia Aquisgrana        | RLW                         | 7          | 0          | CG              | 0               | 0               | -                  | -                  | -                  | -           | -           | -           | 7      | 0      |
| 1995-1996                   | Alemannia Aquisgrana        | RLW                         | 32         | 12         | CG              | 0               | 0               | -                  | -                  | -                  | -           | -           | -           | 32     | 12     |
| 1996-gen. 1997              | Alemannia Aquisgrana        | RLW                         | 19         | 1          | CG              | 0               | 0               | -                  | -                  | -                  | -           | -           | -           | 19     | 1      |
| Totale Alemannia Aquisgrana | Totale Alemannia Aquisgrana | Totale Alemannia Aquisgrana | 58         | 13         |                 | -               | -               |                    | -                  | -                  |             | -           | -           | 58     | 13     |
| giu.-dic. 1997              | Werder Brema                | BL                          | 15         | 0          | CG              | 0               | 0               | CI                 | 0                  | 0                  | -           | -           | -           | 15     | 0      |
| 1997-1998                   | Werder Brema                | BL                          | 28         | 2          | CG              | 2               | 0               | CI                 | 3                  | 0                  | -           | -           | -           | 33     | 2      |
| 1998-1999                   | Werder Brema                | BL                          | 23         | 3          | CG              | 4               | 3               | CI+CU              | 8+4                | 3+0                | -           | -           | -           | 39     | 9      |
| 1999-2000                   | Werder Brema                | BL                          | 33         | 3          | CG              | 4               | 0               | CU                 | 9                  | 0                  | CLG         | 2           | 0           | 48     | 3      |
| 2000-2001                   | Werder Brema                | BL                          | 30         | 1          | CG              | 2               | 0               | CU                 | 5                  | 0                  | -           | -           | -           | 37     | 1      |
| 2001-2002                   | Werder Brema                | BL                          | 33         | 6          | CG              | 1               | 0               | CI                 | 2                  | 0                  | -           | -           | -           | 36     | 6      |
| 2002-2003                   | Borussia Dortmund           | BL                          | 31         | 6          | CG              | 2               | 0               | UCL                | 12                 | 2                  | CLG         | 1           | 0           | 46     | 8      |
| 2003-2004                   | Borussia Dortmund           | BL                          | 16         | 4          | CG              | 0               | 0               | CU                 | 0                  | 0                  | CLG         | 1           | 0           | 17     | 4      |
| Totale Borussia Dortmund    | Totale Borussia Dortmund    | Totale Borussia Dortmund    | 47         | 10         |                 | 2               | 0               |                    | 12                 | 2                  |             | 2           | 0           | 63     | 12     |
| 2004-2005                   | Bayern Monaco               | BL                          | 29         | 3          | CG              | 6               | 0               | CL                 | 8                  | 1                  | CLG         | 2           | 1           | 45     | 5      |
| 2005-2006                   | Werder Brema                | BL                          | 28         | 3          | CG              | 4               | 1               | UCL                | 10                 | 1                  | CLG         | 2           | 0           | 44     | 5      |
| 2006-2007                   | Werder Brema                | BL                          | 33         | 1          | CG              | 0               | 0               | UCL+CU             | 6+8                | 1+1                | CLG         | 2           | 1           | 49     | 4      |
| 2007-2008                   | Werder Brema                | BL                          | 11         | 1          | CG              | 0               | 0               | UCL+CU             | 2+0                | 0                  | CLG         | 1           | 0           | 14     | 1      |
| 2008-2009                   | Werder Brema                | BL                          | 30         | 4          | CG              | 5               | 0               | UCL+CU             | 5+8                | 0                  | -           | -           | -           | 48     | 4      |
| 2009-2010                   | Werder Brema                | BL                          | 30         | 6          | CG              | 6               | 0               | UEL                | 11                 | 4                  | -           | -           | -           | 47     | 10     |
| 2010-2011                   | Werder Brema                | BL                          | 32         | 6          | CG              | 1               | 0               | UCL                | 6                  | 1                  | -           | -           | -           | 39     | 7      |
| Totale Werder Brema         | Totale Werder Brema         | Totale Werder Brema         | 326        | 36         |                 | 29              | 4               |                    | 87                 | 11                 |             | 7           | 1           | 449    | 52     |
| giu.-dic. 2011              | Toronto FC                  | MLS                         | 13         | 0          | -               | -               | -               | CCL                | 8                  | 0                  | -           | -           | -           | 21     | 0      |
| 2012                        | Toronto FC                  | MLS                         | 20         | 2          | CC              | 3               | 0               | CCL                | 2                  | 0                  | -           | -           | -           | 25     | 2      |
| Totale Toronto FC           | Totale Toronto FC           | Totale Toronto FC           | 33         | 2          |                 | 3               | 0               |                    | 10                 | 0                  |             | -           | -           | 46     | 2      |
| Totale carriera             | Totale carriera             | Totale carriera             | 493        | 64         |                 | 40              | 4               |                    | 117                | 14                 |             | 11          | 2           | 661    | 84     |

### Cronologia presenze e reti in nazionale
| Cronologia completa delle presenze e delle reti in nazionale ― Germania | Cronologia completa delle presenze e delle reti in nazionale ― Germania | Cronologia completa delle presenze e delle reti in nazionale ― Germania | Cronologia completa delle presenze e delle reti in nazionale ― Germania | Cronologia completa delle presenze e delle reti in nazionale ― Germania | Cronologia completa delle presenze e delle reti in nazionale ― Germania | Cronologia completa delle presenze e delle reti in nazionale ― Germania | Cronologia completa delle presenze e delle reti in nazionale ― Germania |
| Data                                                                    | Città                                                                   | In casa                                                                 | Risultato                                                               | Ospiti                                                                  | Competizione                                                            | Reti                                                                    | Note                                                                    |
| ----------------------------------------------------------------------- | ----------------------------------------------------------------------- | ----------------------------------------------------------------------- | ----------------------------------------------------------------------- | ----------------------------------------------------------------------- | ----------------------------------------------------------------------- | ----------------------------------------------------------------------- | ----------------------------------------------------------------------- |
| 27-2-2001                                                               | Saint-Denis                                                             | Francia                                                                 | 1 – 0                                                                   | Germania                                                                | Amichevole                                                              | -                                                                       | 81’                                                                     |
| 29-5-2001                                                               | Brema                                                                   | Germania                                                                | 2 – 0                                                                   | Slovacchia                                                              | Amichevole                                                              | -                                                                       | 64’                                                                     |
| 13-2-2002                                                               | Kaiserslautern                                                          | Germania                                                                | 7 – 1                                                                   | Israele                                                                 | Amichevole                                                              | -                                                                       | 66’                                                                     |
| 27-3-2002                                                               | Rostock                                                                 | Germania                                                                | 4 – 2                                                                   | Stati Uniti                                                             | Amichevole                                                              | 1                                                                       |                                                                         |
| 17-4-2002                                                               | Stoccarda                                                               | Germania                                                                | 0 – 1                                                                   | Argentina                                                               | Amichevole                                                              | -                                                                       | 83’                                                                     |
| 9-5-2002                                                                | Friburgo                                                                | Germania                                                                | 7 – 0                                                                   | Kuwait                                                                  | Amichevole                                                              | 1                                                                       |                                                                         |
| 14-5-2002                                                               | Cardiff                                                                 | Galles                                                                  | 1 – 0                                                                   | Germania                                                                | Amichevole                                                              | -                                                                       | 59’                                                                     |
| 18-5-2002                                                               | Leverkusen                                                              | Germania                                                                | 6 – 2                                                                   | Austria                                                                 | Amichevole                                                              | -                                                                       | 85’                                                                     |
| 1-6-2002                                                                | Sapporo                                                                 | Germania                                                                | 8 – 0                                                                   | Arabia Saudita                                                          | Mondiali 2002 - 1º turno                                                | -                                                                       |                                                                         |
| 5-6-2002                                                                | Kashima                                                                 | Germania                                                                | 1 – 1                                                                   | Irlanda                                                                 | Mondiali 2002 - 1º turno                                                | -                                                                       |                                                                         |
| 11-6-2002                                                               | Shizuoka                                                                | Camerun                                                                 | 0 – 2                                                                   | Germania                                                                | Mondiali 2002 - 1º turno                                                | -                                                                       | 74’                                                                     |
| 15-6-2002                                                               | Seogwipo                                                                | Germania                                                                | 1 – 0                                                                   | Paraguay                                                                | Mondiali 2002 - Ottavi di finale                                        | -                                                                       |                                                                         |
| 21-6-2002                                                               | Ulsan                                                                   | Germania                                                                | 1 – 0                                                                   | Stati Uniti                                                             | Mondiali 2002 - Quarti di finale                                        | -                                                                       |                                                                         |
| 25-6-2002                                                               | Seul                                                                    | Germania                                                                | 1 – 0                                                                   | Corea del Sud                                                           | Mondiali 2002 - Semifinale                                              | -                                                                       |                                                                         |
| 30-6-2002                                                               | Yokohama                                                                | Germania                                                                | 0 – 2                                                                   | Brasile                                                                 | Mondiali 2002 - Finale                                                  | -                                                                       |                                                                         |
| 7-9-2002                                                                | Kaunas                                                                  | Lituania                                                                | 0 – 2                                                                   | Germania                                                                | Qual. Euro 2004                                                         | -                                                                       | 48’                                                                     |
| 11-10-2002                                                              | Sarajevo                                                                | Bosnia ed Erzegovina                                                    | 1 – 1                                                                   | Germania                                                                | Amichevole                                                              | -                                                                       |                                                                         |
| 16-10-2002                                                              | Hannover                                                                | Germania                                                                | 2 – 1                                                                   | Fær Øer                                                                 | Qual. Euro 2004                                                         | -                                                                       |                                                                         |
| 20-11-2002                                                              | Gelsenkirchen                                                           | Germania                                                                | 1 – 3                                                                   | Paesi Bassi                                                             | Amichevole                                                              | -                                                                       |                                                                         |
| 29-3-2003                                                               | Norimberga                                                              | Germania                                                                | 1 – 1                                                                   | Lituania                                                                | Qual. Euro 2004                                                         | -                                                                       |                                                                         |
| 30-4-2003                                                               | Brema                                                                   | Germania                                                                | 1 – 0                                                                   | Serbia e Montenegro                                                     | Amichevole                                                              | -                                                                       |                                                                         |
| 1-6-2003                                                                | Wolfsburg                                                               | Germania                                                                | 4 – 1                                                                   | Canada                                                                  | Amichevole                                                              | -                                                                       |                                                                         |
| 7-6-2003                                                                | Glasgow                                                                 | Scozia                                                                  | 1 – 1                                                                   | Germania                                                                | Qual. Euro 2004                                                         | -                                                                       | 33’                                                                     |
| 18-2-2004                                                               | Spalato                                                                 | Croazia                                                                 | 1 – 2                                                                   | Germania                                                                | Amichevole                                                              | -                                                                       | 62’                                                                     |
| 31-3-2004                                                               | Colonia                                                                 | Germania                                                                | 3 – 0                                                                   | Belgio                                                                  | Amichevole                                                              | -                                                                       | 62’                                                                     |
| 28-4-2004                                                               | Bucarest                                                                | Romania                                                                 | 5 – 1                                                                   | Germania                                                                | Amichevole                                                              | -                                                                       | 46’                                                                     |
| 27-5-2004                                                               | Friburgo                                                                | Germania                                                                | 7 – 0                                                                   | Malta                                                                   | Amichevole                                                              | 1                                                                       |                                                                         |
| 2-6-2004                                                                | Basilea                                                                 | Svizzera                                                                | 0 – 2                                                                   | Germania                                                                | Amichevole                                                              | -                                                                       | 62’                                                                     |
| 6-6-2004                                                                | Kaiserslautern                                                          | Germania                                                                | 0 – 2                                                                   | Ungheria                                                                | Amichevole                                                              | -                                                                       |                                                                         |
| 15-6-2004                                                               | Porto                                                                   | Germania                                                                | 1 – 1                                                                   | Paesi Bassi                                                             | Euro 2004 - 1º turno                                                    | 1                                                                       | 79’                                                                     |
| 19-6-2004                                                               | Porto                                                                   | Lettonia                                                                | 0 – 0                                                                   | Germania                                                                | Euro 2004 - 1º turno                                                    | -                                                                       | 53’                                                                     |
| 23-6-2004                                                               | Lisbona                                                                 | Germania                                                                | 1 – 2                                                                   | Rep. Ceca                                                               | Euro 2004 - 1º turno                                                    | -                                                                       | 46’                                                                     |
| 18-8-2004                                                               | Vienna                                                                  | Austria                                                                 | 1 – 3                                                                   | Germania                                                                | Amichevole                                                              | -                                                                       | 86’                                                                     |
| 8-9-2004                                                                | Berlino                                                                 | Germania                                                                | 1 – 1                                                                   | Brasile                                                                 | Amichevole                                                              | -                                                                       |                                                                         |
| 17-11-2004                                                              | Lipsia                                                                  | Germania                                                                | 3 – 0                                                                   | Camerun                                                                 | Amichevole                                                              | -                                                                       |                                                                         |
| 9-2-2005                                                                | Düsseldorf                                                              | Germania                                                                | 2 – 2                                                                   | Argentina                                                               | Amichevole                                                              | 1                                                                       | 56’                                                                     |
| 26-3-2005                                                               | Celje                                                                   | Slovenia                                                                | 0 – 1                                                                   | Germania                                                                | Amichevole                                                              | -                                                                       |                                                                         |
| 4-6-2005                                                                | Belfast                                                                 | Irlanda del Nord                                                        | 1 – 4                                                                   | Germania                                                                | Amichevole                                                              | -                                                                       | 78’                                                                     |
| 8-6-2005                                                                | Mönchengladbach                                                         | Germania                                                                | 2 – 2                                                                   | Russia                                                                  | Amichevole                                                              | -                                                                       |                                                                         |
| 15-6-2005                                                               | Francoforte                                                             | Germania                                                                | 4 – 3                                                                   | Australia                                                               | Conf. Cup 2005 - 1º turno                                               | -                                                                       |                                                                         |
| 18-6-2005                                                               | Colonia                                                                 | Tunisia                                                                 | 0 – 3                                                                   | Germania                                                                | Conf. Cup 2005 - 1º turno                                               | -                                                                       |                                                                         |
| 21-6-2005                                                               | Norimberga                                                              | Argentina                                                               | 2 – 2                                                                   | Germania                                                                | Conf. Cup 2005 - 1º turno                                               | -                                                                       | 46’                                                                     |
| 25-6-2005                                                               | Norimberga                                                              | Germania                                                                | 2 – 3                                                                   | Brasile                                                                 | Conf. Cup 2005 - Semifinale                                             | -                                                                       |                                                                         |
| 29-6-2005                                                               | Lipsia                                                                  | Germania                                                                | 4 – 3 dts                                                               | Messico                                                                 | Conf. Cup 2005 - Finale 3º posto                                        | -                                                                       | 68’                                                                     |
| 17-8-2005                                                               | Rotterdam                                                               | Paesi Bassi                                                             | 2 – 2                                                                   | Germania                                                                | Amichevole                                                              | -                                                                       | 66’                                                                     |
| 8-10-2005                                                               | Istanbul                                                                | Turchia                                                                 | 2 – 1                                                                   | Germania                                                                | Amichevole                                                              | -                                                                       | 22’ 46’                                                                 |
| 12-10-2005                                                              | Amburgo                                                                 | Germania                                                                | 1 – 0                                                                   | Cina                                                                    | Amichevole                                                              | 1                                                                       |                                                                         |
| 12-11-2005                                                              | Saint-Denis                                                             | Francia                                                                 | 0 – 0                                                                   | Germania                                                                | Amichevole                                                              | -                                                                       |                                                                         |
| 1-3-2006                                                                | Firenze                                                                 | Italia                                                                  | 4 – 1                                                                   | Germania                                                                | Amichevole                                                              | -                                                                       | 32’ 67’                                                                 |
| 27-5-2006                                                               | Friburgo                                                                | Germania                                                                | 7 – 0                                                                   | Lussemburgo                                                             | Amichevole                                                              | 1                                                                       | 46’                                                                     |
| 30-5-2006                                                               | Leverkusen                                                              | Germania                                                                | 2 – 2                                                                   | Giappone                                                                | Amichevole                                                              | -                                                                       |                                                                         |
| 2-6-2006                                                                | Mönchengladbach                                                         | Germania                                                                | 3 – 0                                                                   | Colombia                                                                | Amichevole                                                              | -                                                                       | 70’                                                                     |
| 9-6-2006                                                                | Monaco di Baviera                                                       | Germania                                                                | 4 – 2                                                                   | Costa Rica                                                              | Mondiali 2006 - 1º turno                                                | 1                                                                       |                                                                         |
| 14-6-2006                                                               | Dortmund                                                                | Germania                                                                | 1 – 0                                                                   | Polonia                                                                 | Mondiali 2006 - 1º turno                                                | -                                                                       |                                                                         |
| 20-6-2006                                                               | Berlino                                                                 | Ecuador                                                                 | 0 – 3                                                                   | Germania                                                                | Mondiali 2006 - 1º turno                                                | -                                                                       | 66’                                                                     |
| 24-6-2006                                                               | Monaco di Baviera                                                       | Germania                                                                | 2 – 0                                                                   | Svezia                                                                  | Mondiali 2006 - Ottavi di finale                                        | -                                                                       | 26’ 85’                                                                 |
| 30-6-2006                                                               | Berlino                                                                 | Germania                                                                | 1 – 1 dts (5 – 3 dtr)                                                   | Argentina                                                               | Mondiali 2006 - Quarti di finale                                        | -                                                                       |                                                                         |
| 8-7-2006                                                                | Stoccarda                                                               | Germania                                                                | 3 – 1                                                                   | Portogallo                                                              | Mondiali 2006 - Finale 3º posto                                         | -                                                                       | 7’                                                                      |
| 16-8-2006                                                               | Gelsenkirchen                                                           | Germania                                                                | 3 – 0                                                                   | Svezia                                                                  | Amichevole                                                              | -                                                                       | 74’                                                                     |
| 2-9-2006                                                                | Stoccarda                                                               | Germania                                                                | 1 – 0                                                                   | Irlanda                                                                 | Qual. Euro 2008                                                         | -                                                                       |                                                                         |
| 6-9-2006                                                                | Serravalle                                                              | San Marino                                                              | 0 – 13                                                                  | Germania                                                                | Qual. Euro 2008                                                         | -                                                                       | 62’                                                                     |
| 7-10-2006                                                               | Rostock                                                                 | Germania                                                                | 2 – 0                                                                   | Georgia                                                                 | Amichevole                                                              | -                                                                       | 76’                                                                     |
| 11-10-2006                                                              | Bratislava                                                              | Slovacchia                                                              | 1 – 4                                                                   | Germania                                                                | Qual. Euro 2008                                                         | -                                                                       |                                                                         |
| 15-11-2006                                                              | Nicosia                                                                 | Cipro                                                                   | 1 – 1                                                                   | Germania                                                                | Qual. Euro 2008                                                         | -                                                                       |                                                                         |
| 7-2-2007                                                                | Düsseldorf                                                              | Germania                                                                | 3 – 1                                                                   | Svizzera                                                                | Amichevole                                                              | 1                                                                       | 74’                                                                     |
| 24-3-2007                                                               | Praga                                                                   | Rep. Ceca                                                               | 1 – 2                                                                   | Germania                                                                | Qual. Euro 2008                                                         | -                                                                       |                                                                         |
| 2-6-2007                                                                | Norimberga                                                              | Germania                                                                | 6 – 0                                                                   | San Marino                                                              | Qual. Euro 2008                                                         | 1                                                                       |                                                                         |
| 6-6-2007                                                                | Amburgo                                                                 | Germania                                                                | 2 – 1                                                                   | Slovacchia                                                              | Qual. Euro 2008                                                         | -                                                                       |                                                                         |
| 13-10-2007                                                              | Dublino                                                                 | Irlanda                                                                 | 0 – 0                                                                   | Germania                                                                | Qual. Euro 2008                                                         | -                                                                       | cap. 55’                                                                |
| 17-10-2007                                                              | Monaco di Baviera                                                       | Germania                                                                | 0 – 3                                                                   | Rep. Ceca                                                               | Qual. Euro 2008                                                         | -                                                                       | cap.                                                                    |
| 27-5-2008                                                               | Kaiserslautern                                                          | Germania                                                                | 2 – 2                                                                   | Bielorussia                                                             | Amichevole                                                              | -                                                                       | 67’                                                                     |
| 31-5-2008                                                               | Gelsenkirchen                                                           | Germania                                                                | 2 – 1                                                                   | Serbia                                                                  | Amichevole                                                              | -                                                                       | 70’                                                                     |
| 8-6-2008                                                                | Klagenfurt am Wörthersee                                                | Germania                                                                | 2 – 0                                                                   | Polonia                                                                 | Euro 2008 - 1º turno                                                    | -                                                                       |                                                                         |
| 12-6-2008                                                               | Klagenfurt am Wörthersee                                                | Croazia                                                                 | 2 – 1                                                                   | Germania                                                                | Euro 2008 - 1º turno                                                    | -                                                                       |                                                                         |
| 16-6-2008                                                               | Vienna                                                                  | Austria                                                                 | 0 – 1                                                                   | Germania                                                                | Euro 2008 - 1º turno                                                    | -                                                                       |                                                                         |
| 25-6-2008                                                               | Basilea                                                                 | Germania                                                                | 3 – 2                                                                   | Turchia                                                                 | Euro 2008 - Semifinale                                                  | -                                                                       | 46’                                                                     |
| 29-6-2008                                                               | Vienna                                                                  | Germania                                                                | 0 – 1                                                                   | Spagna                                                                  | Euro 2008 - Finale                                                      | -                                                                       |                                                                         |
| 11-10-2008                                                              | Dortmund                                                                | Germania                                                                | 2 – 1                                                                   | Russia                                                                  | Qual. Mondiali 2010                                                     | -                                                                       | 84’                                                                     |
| 11-2-2009                                                               | Düsseldorf                                                              | Germania                                                                | 0 – 1                                                                   | Norvegia                                                                | Amichevole                                                              | -                                                                       | 68’                                                                     |
| Totale                                                                  |                                                                         | Presenze                                                                | 79                                                                      |                                                                         | Reti                                                                    | 10                                                                      |                                                                         |

## Palmarès

### Giocatore

#### Competizioni nazionali
- Coppa di Germania: 3

Werder Brema: 1998-1999, 2008-2009
Bayern Monaco: 2004-2005
- Coppa di Lega tedesca: 2

Bayern Monaco: 2004
Werder Brema: 2006
- Campionato tedesco: 1

Bayern Monaco: 2004-2005
- Canadian Championship: 1

Toronto FC: 2012

#### Competizioni internazionali
- Coppa Intertoto UEFA: 1

Werder Brema: 1998